# Upplands runinskrifter 106
Upplands runinskrifter 106 är en vikingatida runsten av granit vid prästgården, Eds socken och Upplands Väsby kommun. Runstenen är cirka 1 meter hög, 0,55 meter bred och 0,35 meter tjock. Runhöjden är 6-7 centimeter. U 106 påträffades 1926 vid grävning av ett trädgårdsland. Runorna upptäcktes först efter att man slagit sönder stenen varvid den lagades och restes framför prästgården.

## Inskriften
Translitterering av runraden:
...(u)n[ar] × auk × suain × raistu × st͡ain × at × ton(u) × moþur ...
Normalisering till runsvenska:
[G]unnarr ok Svæinn ræistu stæin at Tonnu, moður ...
Översättning till nusvenska:
Gunnar och Sven reste stenen efter Tona, (sin) moder.